# Onthophagus quadraticeps
Onthophagus quadraticeps là một loài bọ cánh cứng trong họ Bọ hung (Scarabaeidae).